# Dude Ranch
A Dude Ranch a blink-182 együttes második albuma.

## Az album dalai
1. Pathetic
2. Voyeur
3. Dammit
4. Boring
5. Dick Lips
6. Waggy
7. Enthused
8. Untitled
9. Apple Shampoo
10. Emo
11. Josie
12. A New Hope
13. Degenerate
14. Lemmings
15. I´m Sorry